# Список Героев Советского Союза (Чувашия)

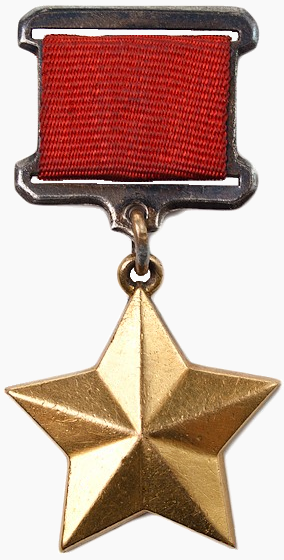
Медаль «Золотая Звезда» — вручалась Героям Советского Союза

Список персон Чувашии, работавших или родившихся здесь и удостоенных звания Герой Советского Союза. 65 уроженцев Чувашии стали Героями Советского Союза за проявленное мужество и героизм на фронтах Великой Отечественной войны 1941—1945 гг.

## Дважды Герой Советского Союза
- Николаев, Андриян Григорьевич (1929—2004)

## Герои Советского Союза
1. Алашеев, Юрий Тимофеевич[7] (17.10.1923 — 21.12.1959)
2. Алексеев, Григорий Алексеевич[8] (25.10.1903 — 09.11.1943)
3. Андреев, Виктор Михайлович[9] (29.8.1923 — 31.10.1962)
4. Андреев, Кирилл Дементьевич (07.07.1901 — 02.01.1972)
5. Андреев, Семён Алексеевич (20.09.1924 — 29.10.1943)
6. Анисимов, Яков Анисимович (17.10.1906 — 05.12.1944)
7. Антонов, Константин Михайлович[10] (26.05.1922 — 23.03.1944)
8. Апраксин, Сергей Андреевич[11] (22.01.1924 — 16.05.1995)
9. Арлашкин, Григорий Фадеевич[12] (24.1.1918 — 15.2.1945)
10. Артемьев, Фёдор Андреевич[13] (19.9.1914 — 10.3.1992)
11. Афанасьев, Кузьма Кириллович[14] (20.12.1917 — 20.12.1966)
12. Афанасьев, Фёдор Трофимович[15] (1923 — 24.6.1944)
13. Ахаев, Филипп Петрович[16] (24.11.1918 — 4.3.1979)
14. Ашмаров, Фёдор Иванович (06.11.1897 — 19.07.1944)
15. Баринов, Николай Михайлович[17] (9.3.1914 — 26.2.1983)
16. Баженов, Глеб Фёдорович[18] (20.7.1919 — 2.5.1975)
17. Безруков, Николай Григорьевич[19] (17.10.1918 — 17.3.1945)
18. Беляев, Александр Филиппович[20] (15.08.1908 — 11.12.1943)
19. Боголюбов, Александр Николаевич[21] (29.5.1900 — 28.2.1956)
20. Боронин, Михаил Петрович[22] (10.11.1914 — 11.5.1944)
21. Бутяков, Сергей Николаевич[23] (28.09.1916 — 11.02.1940)
22. Бухтулов, Пётр Харитонович[24] (12.7.1924 — 2.3.1998)
23. Варюхин, Андрей Петрович[25] (22.8.1900 — 1.11.1987)
24. Васильев, Борис Михайлович (20.11.1913 — 23.02.1955)
25. Васильев Владимир Васильевич (07.07.1911 — 10.01.1945)[26]
26. Васильев, Григорий Семёнович (22.09.1897 — 28.01.1943)
27. Васильев, Павел Ефимович (14.01.1909 — 29.07.1978)
28. Винокуров, Вячеслав Петрович (24.11.1913 — 30.11.1942)
29. Витвинский, Валентин Фёдорович[27] (16.1.1924 — 2.4.1944)
30. Воробьёв, Алексей Иванович (12.10.1915 — 22.10.1952)
31. Воробьёв, Егор Терентьевич (16.4.1918 — 23.1.2011)
32. Воробьёв, Иван Алексеевич (26.8.1921  — 17.3.1991)
33. Воронцов, Алексей Парамонович (23.3.1915 — 24.2.1943)
34. Габайдулин, Геннадий Габайдулович[28] (15.6.1914 — 14.5.1981)
35. Гаранин, Владимир Иванович (10.10.1920 — 20.3.1969)
36. Герасимов, Иван Николаевич[29][30] (27.11.1921 — 09.10.2002)
37. Гуторов, Михаил Иванович (24.9.1919 — 12.5.1997)
38. Дудецкий, Николай Митрофанович ((24.12.1911 — 10.1.2000)
39. Дюдюкин, Георгий Константинович (17.10.1923 - 20.06.1996)
40. Евсеев, Гаврил Петрович (15.7.1914 – 15.5.1973)
41. Ерменеев, Виктор Иванович (18.02.1925 — 14.07.1986)
42. Ефимов, Мирон Ефимович (27.08.1915 — 3.09.2013)
43. Заводский, Матвей Никифорович (5.8.1923 — 5.10.1944)
44. Захаров, Георгий Нефёдович (24.4.1908 — 6.1.1996)
45. Захаров, Николай Сергеевич[31] (10.08.1921 — 12.12.2001)
46. Збанацкий, Григорий (Юрий) Олиферович (19.12.1913 — 25.4.1994)
47. Иванов, Алексей Иванович[32] (14.10.1923 — 01.02.1945)
48. Иванов, Анатолий Александрович[33] (20.3.1920 — 19.12.2002)
49. Иванов, Николай Петрович[34] (15.11.1904 — 27.1.1959)
50. Иванов, Павел Иванович[35] (16.09.1910 — 07.10.1944)
51. Ивкин, Иван Михайлович[36] (1.9.1923 — 18.6.1982)
52. Ижедеров, Фёдор Николаевич (17.07.1922 — 13.04.1988)
53. Ижутов, Николай Степанович (11.06.1920 — 19.07.1994)
54. Илларионов, Степан Илларионович (1904 — 27.06.1944)
55. Ильгачев, Иван Васильевич (02.01.1902 — 02.08.1981)
56. Индряков, Иван Васильевич[37] (15.03.1915 — 17.01.1993)
57. Ириков, Николай Романович (1921 — 16.03.1943)
58. Кабалин, Иван Андреевич (10.06.1923 — 15.11.1982)
59. Казаков, Александр Ильич (11.3.1922 — 20.8.1976)
60. Казаков, Анатолий Семёнович[38] (20.02.1923 — 08.09.1986)
61. Карпеев, Михаил Поликарпович[39][40] (21.11.1922)
62. Кирюхин, Николай Иванович (2.8.1896 —  13.12.1953)
63. Князькин, Николай Григорьевич (1919 — 06.11.1943)
64. Ковтун, Павел Максимович (18.3.1913 – 29.3.1980)
65. Коновалов, Семён Васильевич (15.02.1920 — 04.04.1989)
66. Константинов, Владимир Фёдорович ((22.2.1921 — 15.7.1979)
67. Конышев, Николай Сергеевич (9.11.1916 — 15.8.1972)
68. Кочетов, Александр Васильевич (08.03.1919 — 31.01.1994)
69. Кошелев, Михаил Тимофеевич[41] (20.11.1911 — 13.03.1979)
70. Кувин, Иван Иванович (17.8.1910 — 27.9.1943)
71. Кузнецов, Павел Ефимович (10.05.1920 — 01.12.1992)
72. Лаптев, Павел Васильевич (27.11.1911 — 03.09.1954)
73. Ларионов, Григорий Федотович (27.01.1905 — 29.02.1968)
74. Логинов, Алексей Романович (11.03.1903 — 28.09.1943)
75. Марков, Никифор Николаевич (10.03.1916 — 11.08.1997)
76. Мешаков, Илья Григорьевич[42] (10.08.1924 — 12.10.1971)
77. Николаев, Василий Семёнович (03.04.1907 — 29.12.1989)
78. Орлов, Федот Никитич (19.02.1913 — 13.02.1988)
79. Осипов, Александр Михайлович (15.07.1920 — 19.02.1945)
80. Павлов, Николай Спиридонович (25.08.1922 — 02.04.1978)
81. Пайгусов, Евсигний Григорьевич (1913—1977)
82. Панов, Павел Григорьевич (25.09.1919—21.04.1945)[43]
83. Парфёнова (Акимова) Зоя Ивановна[44] (21.6.1920 — 7.4.1993)
84. Паршин, Георгий Михайлович (23.05.1916-13.03.1956)[45][46]
85. Паршин, Николай Иванович (03.09.1923-30.04.1945)[47][48][49]
86. Петров, Антон Петрович (17.01.1902 — 21.04.1982)
87. Поляков, Иван Кузьмич (25.09.1922 — 02.08.1993)
88. Родионов, Михаил Егорович (27.10.1915 — 07.11.1941)
89. Романов, Николай Кириллович (24.04.1919 — 20.10.1943)
90. Сидюков, Алексей Фёдорович (04.1909 — 23.09.1995)
91. Силантьев, Михаил Васильевич (10.11.1918-25.07.1943)[50][51]
92. Соловьев, Владимир Александрович (13.06.1909-17.07.1979)[52][53]
93. Степанов, Константин Иванович (01.06.1922 — 13.03.1999)
94. Сульдин, Яков Григорьевич (23.10.1923 — 21.09.1943)
95. Тупицин, Андрей Иванович (13.07.1918-23.08.1969)[54][55]
96. Уганин, Семён Артемьевич (7.1.1924 — 18.7. 1959)
97. Уруков, Виталий Иванович (08.08.1919-29.01.1945)[56][57]
98. Харитонов, Василий Дмитриевич (27.12.1917-30.05.1968)[58][59]
99. Чернов, Георгий Николаевич (12.05.1916 — 21.08.1944)
100. Чернов, Матвей Степанович (12.11.1914 — 19.07.1944)
101. Чернов, Фёдор Николаевич (26.06.1918 — 12.06.1976)
102. Юхвитов, Пётр Сергеевич (01.10.1918 — 12.08.1944)
103. Яковлев, Евстафий Григорьевич (27.04.1914 — 16.04.1945)
104. Якунин, Алексей Тимофеевич (05.04.1918 — 27.04.1945)
105. Яшин, Иван Васильевич[60] (19.1.1919 — 26.10.1966)